# Pablo de Olavide
Pablo Antonio José de Olavide y Jáuregui (Lima, 25 janvier 1725 – Baeza, Jaén, 25 février 1803), écrivain, juriste et administrateur espagnol né dans la vice-royauté du Pérou.

## Éducation
Il était le fils du marchand Martín José de Olavide y Albizu (* 1686) provenant de Lácar en Navarre et son épouse Ana María Teresa de Jáuregui y Ormaechea Aguirre.
Olavide fut élevé au collège royal de Saint-Martin (Colegio Real de San Martín) de Lima, dirigé par les Jésuites. Il obtint sa licence de théologie en 1740 à l'université royale et pontificale de San Marcos. Il y occupa par la suite (1742) une chaire et devint oidor au Tribunal de Lima en 1745, à peine âgé de vingt ans.
Après le tremblement de terre qui détruisit Lima le 28 octobre 1746, il fut nommé administrateur des biens des victimes, mais on l'accusa de profiter de sa charge pour s'enrichir. Selon les recherches de Marcelin Defourneaux (Institut français de Madrid, 1959), son père fuit en Espagne en laissant de nombreuses dettes, et Olavide le fit passer pour mort pour s'éviter des problèmes avec la justice et s'adonner à des opérations de spéculation immobilière,.

## Installation en Europe
Arrivé en Espagne en 1752, il fut rapidement fait chevalier de l'Ordre de Santiago, mais on l'incarcéra en 1754 à la demande du procureur de Lima pour corruption dans l'exercice de ses charges. Il fut remis en liberté provisoire jusqu'à ce que son dossier soit classé en 1757, après qu'il eut renoncé à toutes ses responsabilités publiques dans les colonies. Entretemps, il avait épousé une riche veuve Isabel de los Ríos (1755), voyagea en Italie, et surtout en France où il resta huit ans, se liant d'amitié avec Voltaire, qui l'honora d'un séjour d'une semaine à Ferney, ainsi qu'avec Diderot. Un ami important et confident de Pablo de Olavide était Miguel de Gijón y León (es) (1717-1794), également d'origine sud-américaine.
Sa nouvelle vie européenne l'influence fortement et lui donne le surnom d'Afrancesado.
Diderot rédige un Précis historique (biographie) d'Olavide. Selon celui-ci, ses problèmes avec la justice espagnole étaient liés au fait qu'il fit ériger un théâtre et non une église après le tremblement de terre de Lima, une version qui ne se vérifie pas par la suite.
À Paris, il fréquente aussi le futur président des États-Unis John Adams qui développe une grande confiance en lui.
À son retour en Espagne (1765), il ouvrit un salon depuis lequel il diffusa les idées des Lumières. Imprégné de culture française, grand lecteur, curieux de toutes les nouveautés, il gagna rapidement la confiance des ministres réformistes de Charles III qui le nommèrent corrégidor de Séville en 1767. Il y déploya une importante activité : on lui doit, surtout, un audacieux programme de réforme universitaire. Dans son salon se retrouvaient de nombreuses personnalités locales, et il mit sa riche bibliothèque à la disposition de ses amis : Gaspar Melchor de Jovellanos, alors jeune magistrat, tira un grand profit de ses échanges avec un esprit si ouvert.

## La disgrâce
Il fut aussi chargé de repeupler la Sierra Morena : il prit sa mission très au sérieux et obtint des résultats rapides et prometteurs. Mais ses succès et ses soutiens haut placés le rendirent imprudent. Il se permit des  déclarations sarcastiques sur les dévotions populaires qu'il qualifia de superstitions ; il interdit les inhumations dans les églises et que l'on vendit des indulgences – la Bulle de la sainte croisade était une invention très ancienne en Espagne ; il critiquait les aumônes et pensait que pour réduire la misère il était meilleur de créer des emplois ; il se moquait des moines qu'il traitait d'ignorants. Ceux-là, en particulier les Capucins, ne le lui pardonnèrent pas et le dénoncèrent à l'Inquisition. D'après eux, Olavide possédait des livres interdits et des tableaux lascifs, il ne respectait pas les jeûnes obligatoires. Par-dessus tout, c'était un incrédule, adepte du système copernicien ! L'Inquisition le jeta en prison en 1776, instruisit son procès et le condamna, en 1778, à huit ans de réclusion dans un couvent. Dans Histoire de l'Espagne, Joseph Pérez décrit ce procès de l'Inquisition comme une volonté de celle-ci de montrer sa désapprobation des évolutions réformatrices à la tête de l'Etat en faisant un exemple auprès d'un fonctionnaire finalement assez peu élevé dans la hiérarchie.
Olavide s'enfuit cependant rapidement. Il trouva refuge en France où il assista à la Révolution. Détenu par les Montagnards, il fut libéré après le 9-Thermidor et retourna en Espagne où il mourut en 1803, après avoir publié une rétractation de ses erreurs, Le triomphe de l'Évangile (El Evangelio en triunfo). 